# Dol Klanječki
Dol Klanječki – wieś w Chorwacji, w żupanii krapińsko-zagorskiej, w mieście Klanjec. W 2011 roku liczyła 91 mieszkańców.